# Kanton Cherbourg-en-Cotentin-5
Kanton Cherbourg-en-Cotentin-5 (voorheen Kanton Tourlaville) is een kanton van het Franse departement Manche in de regio Normandië. Het kanton maakt deel uit van het arrondissement Cherbourg.

## Geschiedenis
Tot 22 maart 2015 omvatte het kanton Tourlaville de gemeenten:
- Bretteville
- Digosville
- La Glacerie
- Le Mesnil-au-Val
- Tourlaville

La Glacerie werd opgenomen in het op die dag gevormde kanton Cherbourg-Octeville-2. Op 1 januari 2016 gingen Tourlaville en La Glacerie op in de commune nouvelle Cherbourg-en-Cotentin waardoor deze gemeente de hoofdplaats werd van het kanton.
Op 5 maart 2020 werd het kanton officieel hernoemd naar Cherbourg-en-Cotentin-5 in overeenkomst met de naam van zijn hoofdplaats.

## Gemeenten
Het kanton omvat sindsdien de volgende gemeenten:
- Bretteville
- Cherbourg-en-Cotentin (deel, overeenstemmend met de voormalige gemeente Tourlaville)
- Digosville
- Le Mesnil-au-Val

Agon-Coutainville · Avranches · Bréhal · Bricquebec-en-Cotentin · Carentan-les-Marais · Cherbourg-en-Cotentin-1 · -2 · -3 · -4 · -5 · Condé-sur-Vire · Coutances · Créances · Granville · La Hague · Isigny-le-Buat · Le Mortainais · Les Pieux · Pont-Hébert · Pontorson · Quettreville-sur-Sienne · Saint-Hilaire-du-Harcouët · Saint-Lô-1 · -2 · Valognes · Val-de-Saire · Villedieu-les-Poêles